# Ray Toro

Raymond Manuel Toro-Ortiz, més conegut com a Ray Toro (15 de juliol de 1977, Kearny, Nova Jersey), és el guitarrista principal i un dels dos vocalistes de fons del grup americà My Chemical Romance. En Ray va tenir un paper fonamental a l'hora de la formació del grup quan va conèixer en Mikey Way i a en Gerard Way, amb els quals va desenvolupar una gran amistat. És reconegut en el grup per la seva característica afroamericana.

## Estil
L'estil d'en Toro al tocar la guitarra ha estat molt influenciat pel clàssic heavy metal de la dècada dels 1980, com Metallica, Slayer i Megadeth. Això es pot notar en moltes de les parts rítmiques que toca junt amb en Frank Iero. La majoria dels seus solos estan basats en el Hard rock i en el blues metal de la dècada de 1970, però que tenen un so una mica pop influenciat, bàsicament, per Johnny Marr, com ell ho menciona en el DVD Life on the Murder Scene. Utilitza la major part del temps power chords i fa que aquests flueixin junt amb l'ambient general de la música que la banda crea. En l'últim àlbum "The Black Parade", ha pres influències de Brian May, que poden escoltar-se en la seva forma de tocar, més recognoscible en els solos. Ha estat invitat per la banda Alkaline Trio per a tocar en una cançón amb ells.